# Абдель Шафи, Хайдар
Хайдар Абдель Шафи (араб. حيدر عبد الشافي‎; 10 июня 1919 — 25 сентября 2007) — палестинский врач, общественный деятель и политик, был главой палестинской делегации на Мадридской конференции.

## Детство и юность
Хайдар Абдель Шафи родился в Газе в семье шейха Мухеддинна Абдель Шафи. Его отец был руководителем Вакфа и хранителем святых мест в Газе и Хевроне. После окончания средней школы продолжил обучение в Арабском Колледже в Иерусалиме, а затем в Американском Колледже в Бейруте, где в 1943 получил диплом врача. Во время учёбы Абдель Шафи присоединился к движению Жоржа Хабаша «Народный фронт освобождения Палестины», признанным впоследствии террористической организацией в США, ЕС и Израиле.

## До 1948 года
Получив образование врача, Абдель Шафи начал работу в муниципальном госпитале Яффо в подмандатной Палестине. В 1944—1945 служил в девятой бригаде английской армии. Его бригада готовилась принять участие в войне на Втором фронте на Балканах. Однако проект переброски бригады в Европу так и не был осуществлён. Вместо этого бригада постоянно передислоцировалась по разным городам Палестины — Аль Азрак, Ашона, Иерихон и Газа. После окончания войны бригада прекратила своё существование. Абдель Шафи вернулся в Газу и занялся частной медицинской практикой. В этот период он стал соучредителем Палестинской медицинской ассоциации.
В 1947 году, во время арабо-израильского конфликта, возникшего из-за принятия резолюции о плане раздела Палестины, Абдель Шафи организовал медицинское обслуживание для арабских бойцов, а также медицинскую поддержку беженцев, которые скопились в Газе. В этот период Абдель Шафи сотрудничал с гуманитарной миссией квакеров в регионе. В то время, он был одним из немногих палестинских арабов, поддержавших план раздела ООН: он сознавал, что еврейское присутствие — это реальность.

## С 1948 до 1967
В 1951 году Абдель Шафи начал стажировку в муниципальном госпитале Дейтона (Огайо) в США, по окончании которой, в 1954 году он вернулся в Газу, которая в то время находилась под контролем Египта. Здесь он работал хирургом в госпитале Тель Захор. В 1956 году, после перехода сектора Газа под контроль Израиля Абдель Шафи был назначен одним из десяти членов муниципального совета.
В 1957 женился на Ходе Халиди. Невеста была из известной иерусалимской семьи, переселившейся в Александрию. С 1957 по 1960 он занимал должность начальника отдела здравоохранения в секторе Газа. В этот период он становится близким другом Гамаля Абдель Насера.
с 1962 по 1964 года Абдель Шафи в течение двухлетней каденции занимал пост председателя Палестинского Законодательного Собрания в Газе. В 1964 году он был делегатом Всепалестинского национального собрания в Иерусалиме. Абдель Шафи также был одним из создателей Организации освобождения Палестины (ООП) и членом первого Исполнительного комитета этой организации. С 1966 года являлся лидирующей фигурой ООП в секторе Газа.

## 1967—1991
В июне 1967 в результате Шестидневной войны был восстановлен израильский контроль над сектором Газа. Во время самой войны и некоторое время после её окончания д-р Абдель-Шафи работал в качестве добровольца в больнице Шифа в Газе. Впоследствии он в течение трёх месяцев находился под арестом израильских военных властей по подозрению в поддержке террористической деятельности движения Жоржа Хабаша «Народный фронт освобождения Палестины» (НФОП). Абдель Шафи отрицал своё членство в этой организации, однако открыто выражал свои симпатии к её целям.
После своего освобождения он последовательно отказывался от всех видов сотрудничества с планами Израиля по присоединению Газы к Израилю через создание и развитие общей инфраструктуры. В 1969 году по приказу Моше Даяна он был изгнан на три месяца в уединённую деревню Некл, на полуострове Синай. 12 сентября 1970 года был повторно изгнан на два месяца, на этот раз в Ливан, вместе с несколькими другими лидерами НФОП в Газе.
Абдель Шафи стал основателем палестинского отделения общества Красного Полумесяца в 1972 году. В 1981 его клиника подверглась нападению исламистов и была сожжена.
Во время Первой интифады он вместе с Саебом Арекатом и Ханан Ашрауи принял участие в новостной программе Nightline на американском телевидении. Это был первый случай прямого обращения палестинских лидеров к западной и израильской аудитории.

## После Мадридской конференции
В 1991 году он стоял во главе палестинской делегации на Мадридской мирной конференции, а затем в течение 22 месяцев был руководителем палестинской делегации на переговорах в Вашингтоне (1992-93). Во время переговоров, привёдших в дальнейшем к соглашениям Осло, — о которых Абдель Шафи не знал, — нынешний председатель Палестинской Администрации Махмуд Аббас (Абу Мазен), Ахмед Курейа (Абу Ала) и Ясер Арафат согласились на то, с чем он страстно не соглашался: отложить дискуссию об еврейских поселениях на оккупированных территориях. Он предостерегал, что такая отсрочка «позволит поселениям расширяться и приведёт к продолжению захвата Израилем палестинских земель».
Уступки, сделанные палестинцами во время процесса Осло, — говорил он, — превратили в глазах мирового общественного мнения оккупированные территории в просто «спорные», на которые обе стороны имели якобы право владения. В последние годы жизни им овладело отчаяние: он видел, что его пророчества сбываются.
В 1996 году он был избран в палестинский законодательный совет, набрав наибольшее число голосов в качестве представителя сектора Газа. Абдель Шафи возглавил политический комитет Палестинского Законодательного Совета. Однако, два года спустя он сложил депутатские полномочия в знак протеста против коррупции в высших эшелонах власти в ПА. Два года спустя он инициировал переговоры о единстве всех группировок в Газе.
После начала Второй Интифады, он призвал правительство Палестинской автономии (ПНА) организовывать и направлять интифаду, а не дистанцироваться от неё, а также укреплять автономию демократическим путём и посредством формирования правительства национального единства.
В 2002 году вместе с Эдвардом Саидом, Мустафой Баргути и Ибрагимом Даккаком Шафи стал одним из основателей движения Палестинская национальная инициатива.
Абдель Шафи умер 25 сентября 2007 года от рака в возрасте 88 лет в Газе, оставив после себя жену и четверых детей: (Хинд, Халед, Тарек, Салах) и семь внуков.